# Burg Türbel
Die Burg Türbel ist die Ruine einer Spornburg auf der Spornspitze des Ortsteils Türbel der Gemeinde Weischlitz im Vogtlandkreis in Sachsen.

## Lage
Die Ruinen der Burg Türbel befinden sich im Osten der gleichnamigen Siedlung und westlich der Mündung der Triebel in die Weiße Elster auf 365 m ü. NN. Sie liegt in der Flur des Weischlitzer Ortsteils Pirk. Die Anlage liegt unmittelbar an einem kleinen Weg, der feldwegartig ist.
Volkmar Geupel beschreibt die Lage folgendermaßen: im N von Türbel an der Spitze eines nach NO gerichteten Bergspornes zwischen Triebelbach und Weißer Elster.
Der an die Burg anstoßende Hang ist hier ein Steilhang. Die Burgruine befindet sich am oberen Ende des Hanges also genau an der Hangkante.

## Geschichte
Bereits vor 1300 existierte die Burg Türbel als Wehranlage zum Schutz der wichtigen Handelsstraße Plauen–Hof. Im Jahr 1301 wurde ein „Eberhardus de Tirbil“ urkundlich erwähnt. Der ursprüngliche Name „Tirbil“ leitet sich vom slawischen „Stirbile“ ab, was „fester Ort“ bedeutet. Die Burg gehörte zunächst zum Herrschaftsgebiet des Plauener Vogtes. Anschließend war sie viele Jahre Sitz der Herren von Sack. Während des Dreißigjährigen Kriegs wurde die Burg im Jahr 1632 von kaiserlichen Truppen niedergebrannt und zerstört. Nach dem Wiederaufbau diente die Festung nur noch als Schäferei des Ritterguts bzw. als Schafstall.
Im Areal gemachte Funde sind dem 13.–17. Jh. zuzuordnen.

## Beschreibung (1983)
Geupel beschrieb die Anlage 1983. Demnach weist die Höhenburg in Spornlage ein etwa rundes Kernwerk von 25 Meter Durchmesser auf. Es fanden sich damals Fundamentreste eines rechteckigen Gebäudes von 6,5 × 4,75 Meter Seitenlänge. Zusätzlich Reste einer Umfassungsmauer. Der vorgelagerte Abschnittsgraben von 6 bis 8 Meter Breite verlief ehemals von NW über W nach S. Dieser Graben wurde weitgehend verfüllt, nur im Nordwesten ist er mit einer Tiefe von einem Meter erhalten (Stand 1983). Dem Kernwerk im Süden vorgelagert ist die Ruine eines langrechteckigen Gebäudes von 30 × 9 Meter Seitenlängen. Der südliche Teil dieses Gebäudes ist mit einem Tonnengewölbe unterkellert, welches an seiner SO-Ecke einen „Fluchtgang“ (unterirdischer Ausgang?) aufweist.

## Heutige Nutzung
Die Burganlage zeigt nur noch geringe Reste und ein Tonnengewölbe. Reste der Ruinen wurden 1939 und Mitte des 20. Jahrhunderts ausgegraben. Am 15. Oktober 1959 wurde das Areal als Bodendenkmal eingetragen.